# زوش
زوش (اللغة الانكليزية: Zouch) هي قرية صغيرة في جنوب غرب نوتينغمشير، إنجلترا. تقع بين هاثرن و نورمانتون. وتقع بجانب نهر السور، الذي يحدد حدود مقاطعة نوتينغمشير مع ليسترشير .
اقرب مدينة لزوش هي مدينة لوفبرا. الطريق الدولي A6006 يمر خلال زوش ويعبر نهر السور على جسر زوش (المعروف أيضا بجسر المقاطعة حيث يقطع حدود مقاطعة نوتينغمشير). ارتفاع مدينة زوش 30 متر فوق سطح البحر.
هناك حانة في القرية بأسم روز اند كرون، يقع أحد جوانبها على الشارع الرئيسي والجانب الآخر على ضفة قناة زوش. على الطرف الغربي الأقصى للقرية، على جانب ليسترشاير من جهة جسر زوش، يوجد منتزه كونتي بريدج موبايل هوم، حيث من الممكن نصب خيام للتخييم.

## نهر السور وقناة زوش

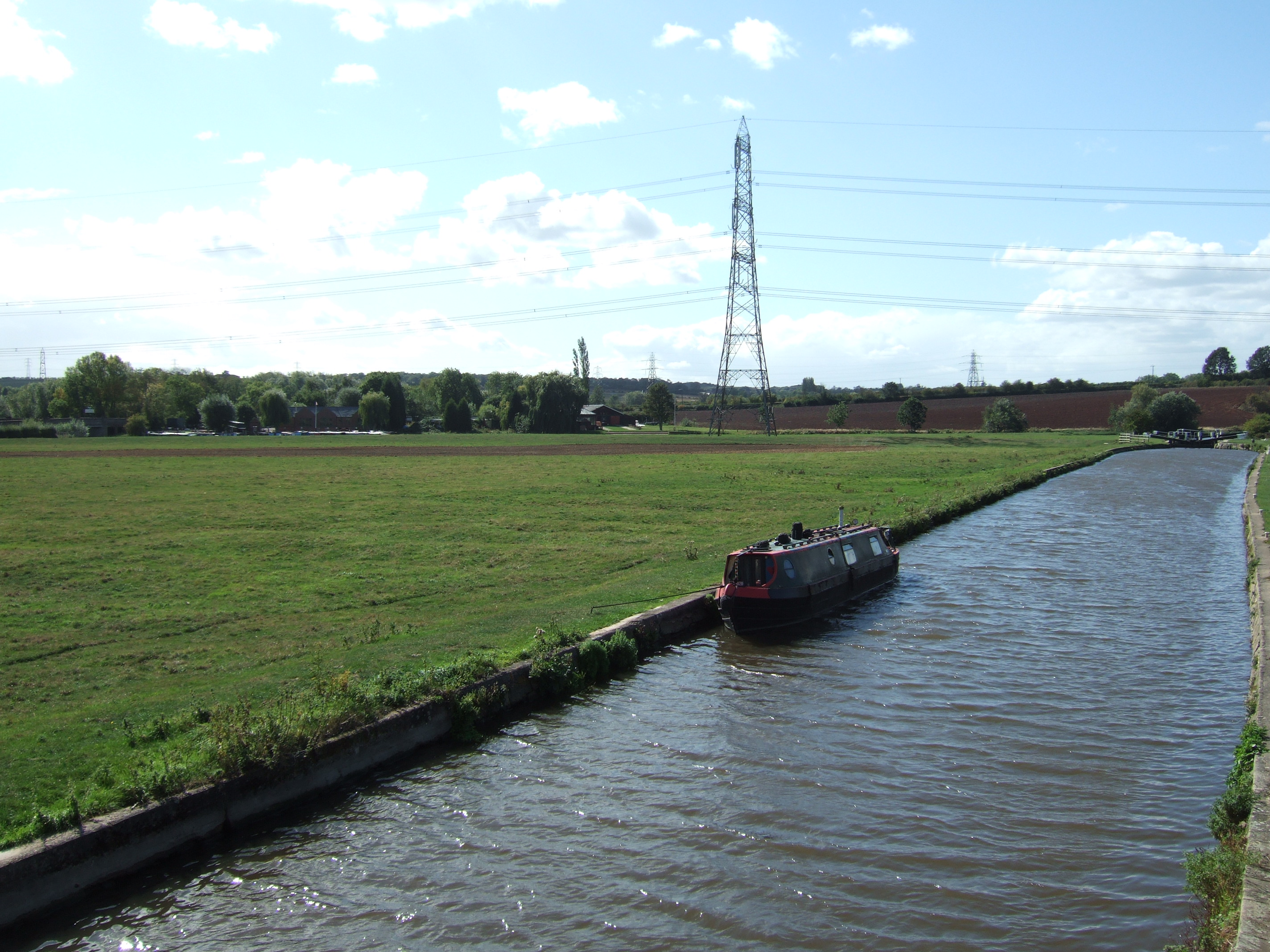
غربا. "جسر المقاطعة" وساحة القوارب ونادي القوارب يمتد عبر الحقل على جهة اليسار؛ قناة زوش على اليمين ، مما يسمح للقوارب الملاحية بالنزول من القناة إلى النهر.

زوش هي مثال على مستوطنة صغيرة قائمة حول قناة مائية، قديما كان يوجد مطحنة في زوش قبل ان يكون نهر السور قابلاً للملاحة (في بعض الخرائط التاريخية يشار إليها باسم مطحنة زوش). بسبب بناء قناة نهر السور، والتي شملت بناء قناة زوش والعديد من السدود والقنوات في المنطقة المحيطة، تقع القرية على عدة جزر (بما في ذلك الجزيرة الرئيسية، والجزر الأصغر مثل جزيرة لور هولم وأوبر هولم، والتي يوجد عليها منازل صغيرة). تعد مرساة القناة معلم مميز؛ حيث يقع نهر السور من جهة مقاطعة ليسترشاير قرب جسر زوش، حيث يوجد مرسى زوش للقوارب ونادي لوفبرا بوت كلوب.

## اصل التسمية
معنى الاسم مشتق من المصطلح الإنجليزي القديم الذي يشير للأرض الفقيرة.

## الصور

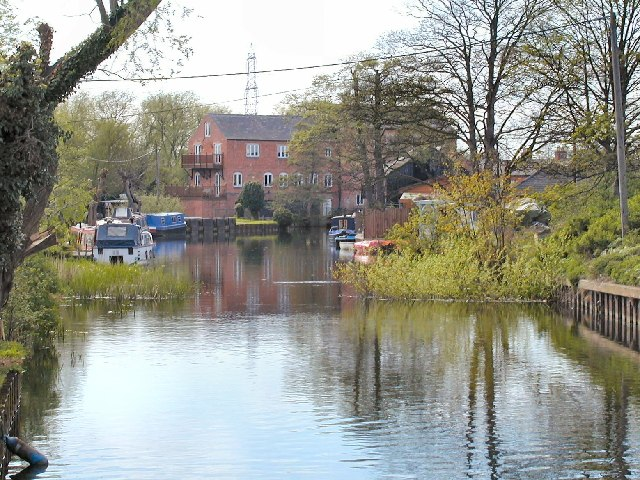
مسار الطاحونة القديمة على نهر السور في مدينة زوش

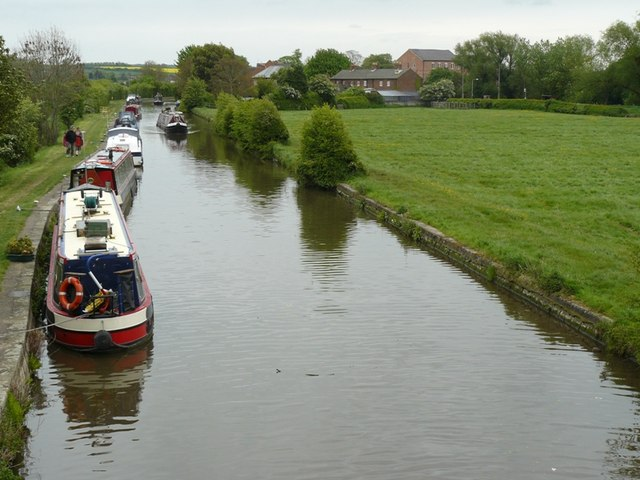
قناة زوش

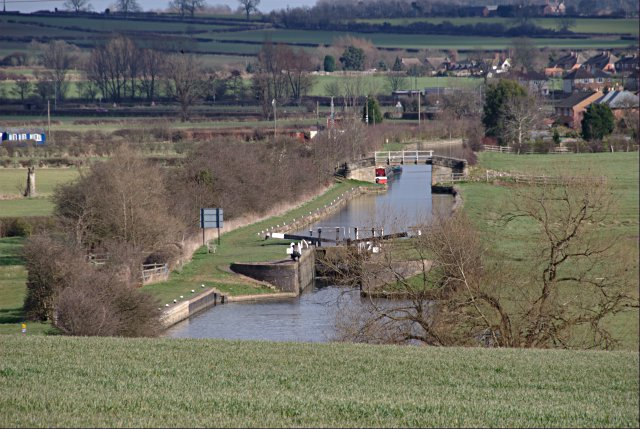
جسر والقفل المائي في زوش

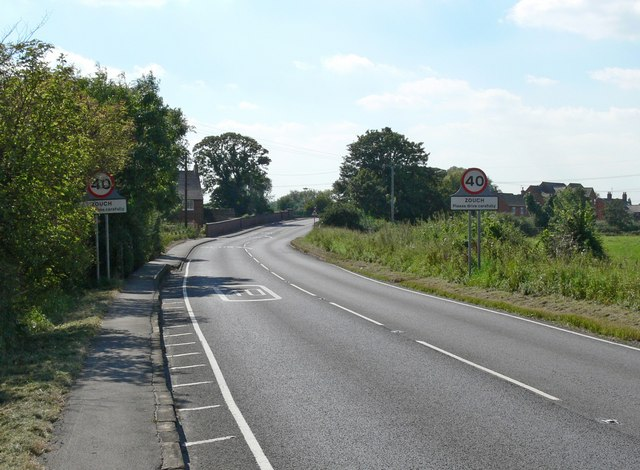
الطريق السريع الداخل إلى زوش من جهة مقاطعة نوتينغهام

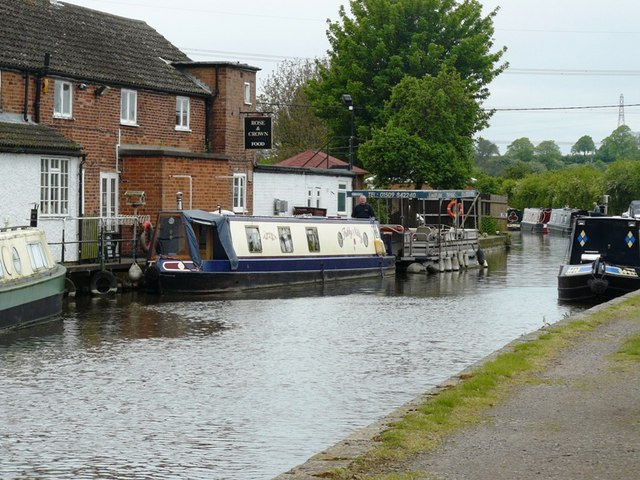
حانة روز اند كراون على قناة زوش

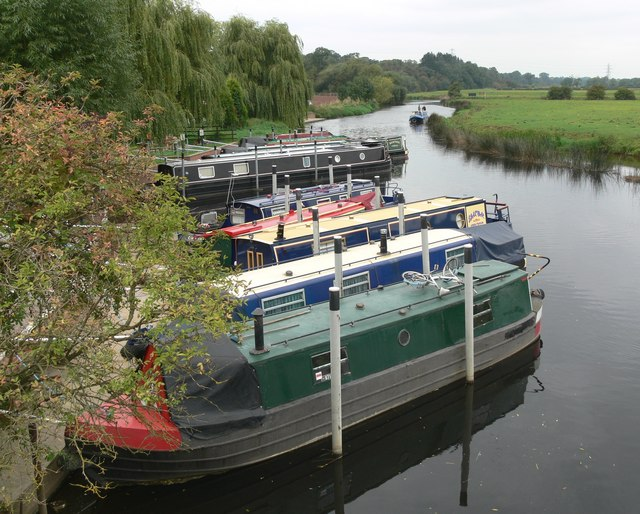
قوارب راسية على نهر السور في مرسى زوش

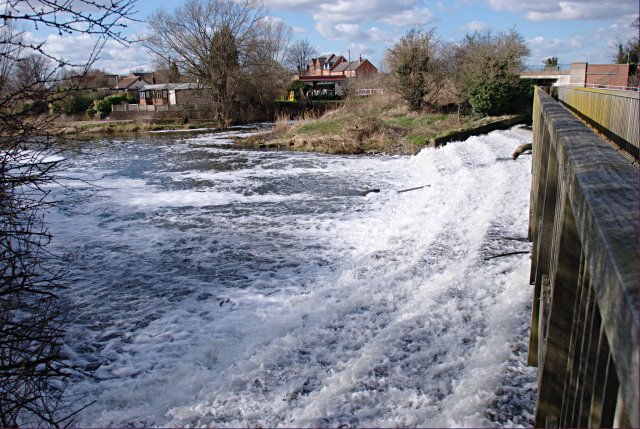
قناة زوش على نهر السور. التي تمثل حدود المقاطعة وتعتبر من أهم قنوات نهر السور

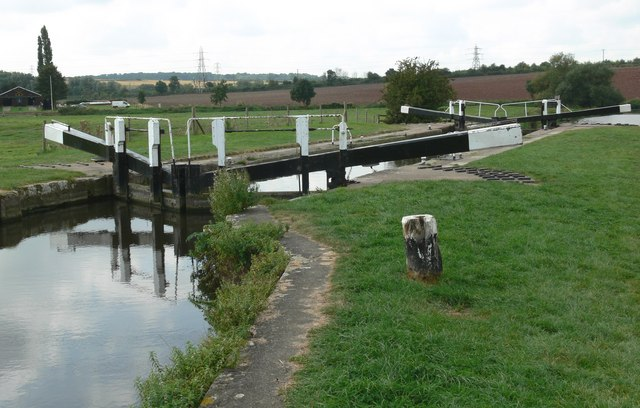
قفل زوش المائي. الذي يستعمل في اوقات الفيضان